# 方鼎蛇根草
方鼎蛇根草（学名：Ophiorrhiza fangdingii）为茜草科蛇根草属的植物，为中国的特有植物。分布于中国大陆的广西等地，生长于海拔1,200米的地区，见于石灰岩上的林下湿处，目前尚未由人工引种栽培。